# Hermannshütte (Neuwied)
Die Hermannshütte war ein Hüttenwerk am südlichen Stadtrand Neuwieds. 
Die Weilburger Bergbaugesellschaft Louis Vogts & Co. erwarb Mitte des 19. Jahrhunderts am Neuwieder Rheinufer ein Gelände zur Errichtung eines Hüttenwerks. Die verkehrsgünstige Lage am Rhein, die Nähe zu den Erzgruben im Westerwald und den anderen Hüttenwerken (Bendorf, Sayn) im Neuwieder Raum und auch die niedrigen Löhne waren die Gründe, um hier ein Hüttenwerk zu bauen. Am 27. April 1857 genehmigte Fürst Hermann zu Wied den Namen Hermannshütte.
Geplant war ein Werk mit zwei Hochöfen und einem Walzwerk. Wegen finanzieller Schwierigkeiten war dies aber nicht möglich, und so wurde die Hütte bereits 1859 verkauft. 1871 wurde die Anlage mit einem Hochofen und den Gebäuden an Alfred Krupp verkauft.
Von Rotterdam aus wurde spanisches Eisenerz mit Schiffen angeliefert. Zuerst wurden die Schiffe noch von Hand geleert, später wurde eine Krananlage gebaut, auch erhielt die Hütte 1873 einen Bahnanschluss. 1875 wurden zwei Hochöfen mit einer Kapazität von je 80 Tonnen errichtet. 1887 wurde ein dritter Hochofen gebaut und der alte abgerissen. Das Roheisen wurde mit Schiffen und der Eisenbahn abtransportiert, die anfallende Schlacke mit einer Schmalspurbahn zum Rheinufer gebracht und zur Uferbefestigung genutzt. Die Stelle heißt heute noch in der Schifffahrt Schlackenkopf.
1921 waren 454 Arbeiter und 24 Beamte (Angestellte) beschäftigt. In der Nähe der Hütte wurden 41 Häuser für die Arbeiterfamilien gebaut, die Kruppschen Häuser, sowie ein Logierhaus mit 100 Betten für Alleinstehende.
Innerhalb von fünfzig Jahren, 1871 bis 1921, wurden 2.725.200 Tonnen Roheisen erzeugt. 1925 wurde die Hütte aus wirtschaftlichen Gründen stillgelegt und abgebrochen. Auf dem Gelände entstanden die Wicking-Werke, heute Dyckerhoff-Zementwerk.